# 아리안 아스카리드
아리안 아스카리드(Ariane Ascaride, 1954년 10월 10일 ~ )는 프랑스의 배우이다. 《마리우스와 자넷》(1997)으로 제23회 세자르상 여우주연상을, 영화 《글로리아를 위하여》(2019)로 제76회 베네치아 국제 영화제 볼피컵 여우주연상을 수상했다.

## 출연 작품
- L'Autre Côté de la mer  (1997)
- 마리우스와 자넷 (1997)
- à la place du coeur (1998)
- 나쁜 친구들 (1999, Mauvaises Fréquentations)
- Nadia et les Hippopotames (1999)
- 대단한 펠릭스 (2000)
- 조용한 마을 (2000, La ville est tranquille)
- 마리 조 (2002, Marie-Jo et ses deux amours)
- 수 놓는 여인들 (2004, Brodeuses)
- 체인지 어드레스 (2006, Changement d'adresse)
- 아르메니아 여행 (2006, Le Voyage en Arménie)
- 레이디 제인 (2008, Lady Jane)
- 아미 오브 크라임 (2009)
- 고슴도치의 우아함 (2009)
- 스노우 오브 킬리만자로 (2011)
- 아트 오브 러브 (2011, L'Art d'aimer)
- 시작은 키스! (2011)
- 파니 (2013, Fanny)
- Une autre vie (2014)
- Au fil d'Ariane (2014)
- Les Héritiers (2014)
- Une histoire de fou (2015)
- L'amour ne pardonne pas (2015)
- Une histoire de fou (2015)
- Le ciel attendra (2016)
- La Villa (2017)
- 글로리아를 위하여 (2019, Gloria Mundi)
- 개와 이탈리아 사람은 출입할 수 없음 (2020, Interdit aux chiens et aux Italiens) - 목소리 (애니메이션)